# Albanské hory

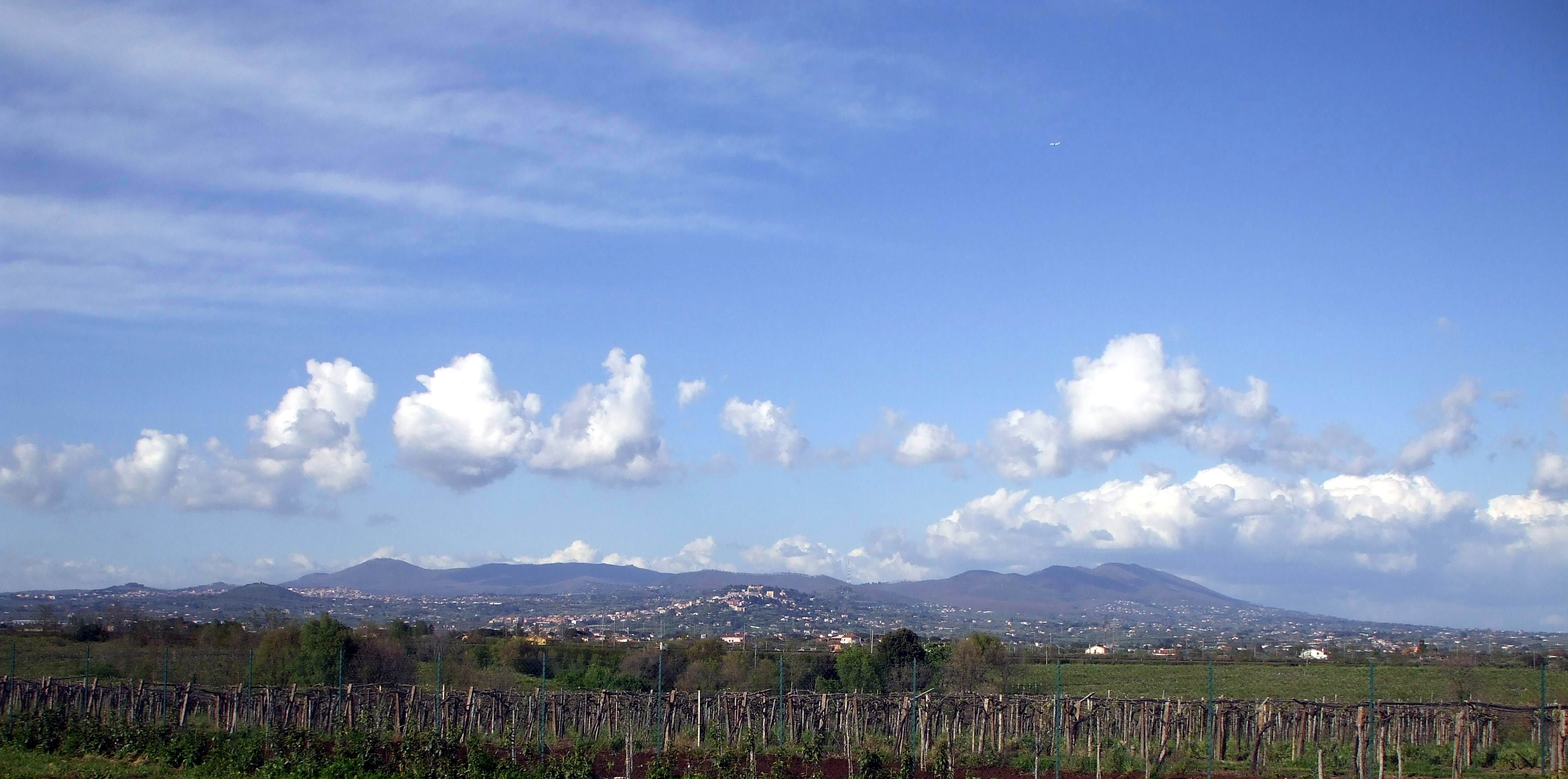
Albanské hory - Colli Albani

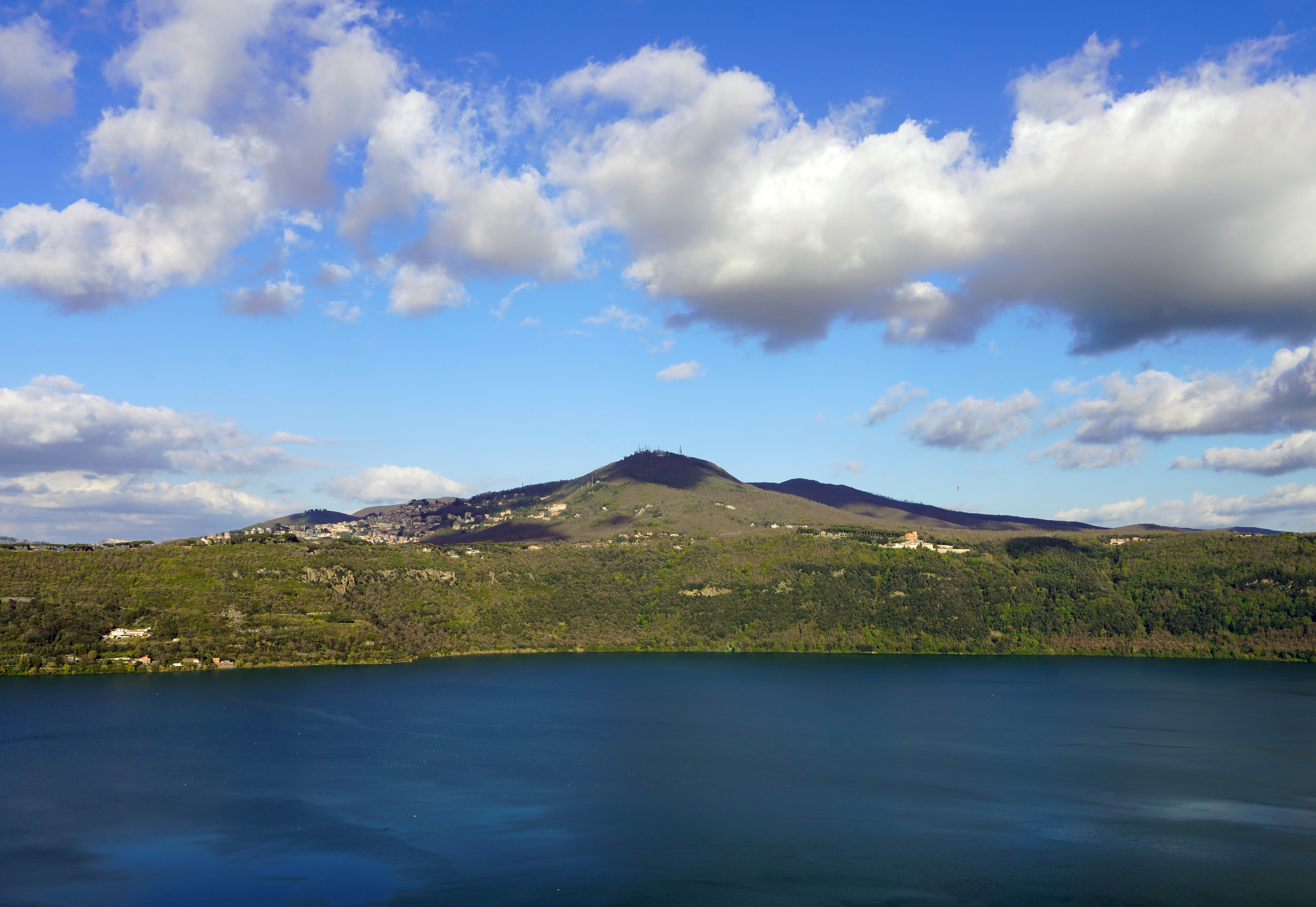
Monte Cavo s jezerem Albano

Albanské hory nebo Albanské vrchy (italsky Colli Albani) je pohoří sopečného původu v Itálii, asi 20 km jihovýchodně od Říma. Dominantní horou je Monte Cavo s výškou 950 m n. m. V kalderách vyhaslých sopek se nacházejí dvě větší vodní plochy, Albanské jezero a jezero Nemi. Sopečná půda je vhodná k pěstování vína.